# Brezarić
 Brezarić falu Horvátországban Zágráb megyében. Közigazgatásilag Krašićhoz tartozik.

## Fekvése
Zágrábtól 40 km-re délnyugatra, községközpontjától 1 km-re délkeletre a Kupčina jobb partján fekszik. 

## Története
1783-ban az első katonai felmérés térképén „Dorf Bresarich” néven szerepel. 1806-ban „Brezarichi pagus” néven említik. A falunak 1857-ben 230, 1910-ben 383 lakosa volt. Trianon előtt Zágráb vármegye Jaskai járásához tartozott. 2001-ben 306 lakosa volt. 

## Lakosság
| Lakosság változása | Lakosság változása | Lakosság változása | Lakosság változása | Lakosság változása | Lakosság változása | Lakosság változása | Lakosság változása | Lakosság változása | Lakosság változása | Lakosság változása | Lakosság változása | Lakosság változása | Lakosság változása | Lakosság változása |
| ------------------ | ------------------ | ------------------ | ------------------ | ------------------ | ------------------ | ------------------ | ------------------ | ------------------ | ------------------ | ------------------ | ------------------ | ------------------ | ------------------ | ------------------ |
| 1857               | 1869               | 1880               | 1890               | 1900               | 1910               | 1921               | 1931               | 1948               | 1953               | 1961               | 1971               | 1981               | 1991               | 2001               |
| 230                | 279                | 300                | 355                | 391                | 383                | 345                | 415                | 481                | 485                | 490                | 447                | 353                | 352                | 306                |

## Nevezetességei
Szent család tiszteletére szentelt kápolnája 1895-ben épült dr. Matija Stepinac tiszteletes kezdeményezésére, akit itt temettek el 1918-ban. Szent család oltára az építéssel egy időben készült.
Alojzije Stepinac szülőháza a 19. században épült a vidékre hagyományainak megfelelően, a módosabb családokra jellemző méretben és kivitelben. Ebben a házban született Alojzije Stepinac bíboros 1898-ban. A ház egy részében néprajzi gyűjtemény, az alagsorban pedig borászati berendezések találhatók, köztük egy 1941-es szőlőprés és rendkívül nagy űrtartalmú hordó 1922-ből.

## Híres emberek
A falu szülötte boldog Alojzije Stepinac (1898-1960) bíboros, zágrábi érsek a horvát katolikus egyház egyik legnagyobb alakja.